# 部分體戀癖

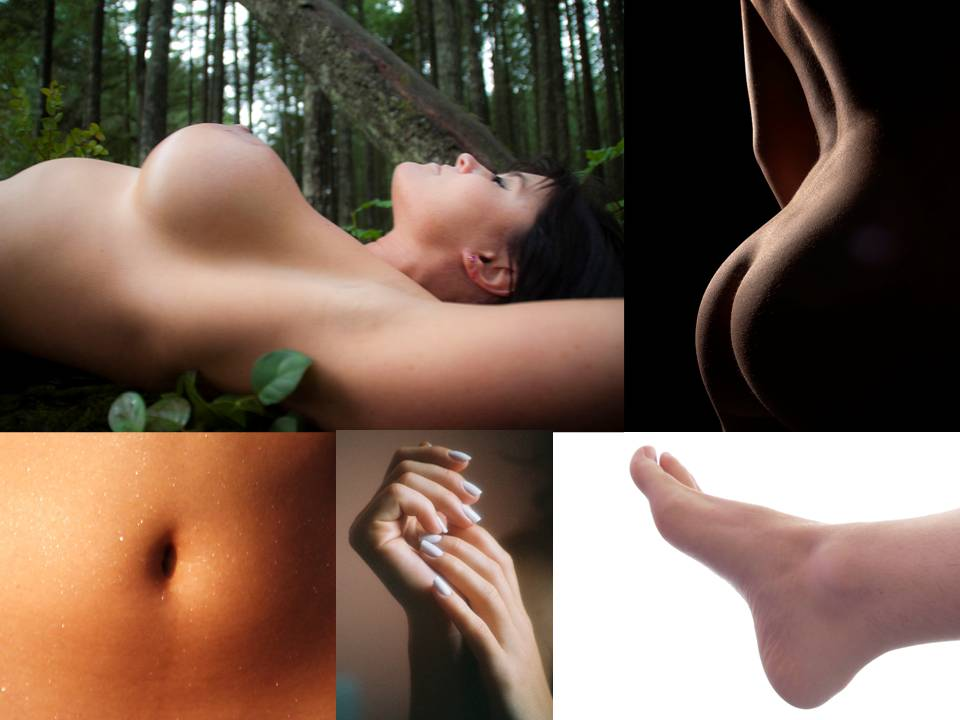
腋窩、乳房、臀、肚脐、手、头发和脚是常见的部分體戀癖患者喜歡的部位

部分體戀癖是一種特殊的性偏好，通常有部分體戀癖的人對生殖器興趣不大，但對一個人的其他身体部位感興趣。在美國精神醫學學會的DSM-5中，只有部分體戀癖患者出現巨大心理問題或其生活受到嚴重影響时，才被归类为恋物癖；但在此前的DSM-IV中，它被认为是一种性偏離。异性恋、双性恋和同性戀都会出現部分體戀癖。脚被认为是最常见的部分體戀癖患者喜歡的部位之一。

## 类型
以下是常見的部分體戀癖患者喜歡的人體部位：
| 正式名称 | 人體部位 |
| -------- | -------- |
| 恋足     | 脚       |
| 恋眼     | 眼睛     |
| 戀腋窩   | 腋窩     |
| 戀胸     | 乳房     |
| 恋臀     | 臀       |
| 戀鼻     | 鼻       |
| 戀髮     | 头发     |
| 戀肚臍   | 肚脐     |
| 戀腹     | 腹       |
| 恋手     | 手       |
| 恋足     | 足       |